# Armin Sistek
Armin Sistek (Prijedor, 3 gennaio 1983) è un ex calciatore norvegese, di ruolo attaccante.

## Carriera

### Club

#### Odd Grenland
Proveniente dalle giovanili del Gjerstad, è successivamente entrato in quelle dell'Odd Grenland. Con questa maglia ha avuto anche l'opportunità di esordire in Eliteseriern, in data 1º luglio 2001: ha sostituito Kim Larsen nella vittoria per 0-2 in casa dello Strømsgodset. Il 12 agosto 2004 ha debuttato nelle competizioni europee per club: ha infatti sostituito Bent Inge Johnsen nella vittoria per 3-1 sull'Ekranas, sfida valida per l'andata del secondo turno preliminare della Coppa UEFA 2004-2005. Ha segnato la prima rete nella massima divisione norvegese il 18 ottobre successivo, nella vittoria per 3-1 sul Tromsø. Ha lasciato la squadra al termine di questa stessa annata, totalizzando 31 presenze ed una rete nella massima divisione locale.

#### Tønsberg e FK Arendal
Nel 2005 è passato al Tønsberg, in 1. divisjon. Ha esordito con questa maglia il 10 aprile: è stato titolare nella sconfitta per 2-1 contro lo Skeid, in cui ha realizzato il gol in favore del Tønsberg. Al termine della stagione, il suo club è retrocesso in 2. divisjon, con Sistek che è rimasto in squadra per un'ulteriore stagione. Nel 2006 ha giocato per lo FK Arendal, sempre in 2. divisjon.

#### Asker
Nel 2008, Sistek è stato ingaggiato dall'Asker. Nel campionato 2010 ha contribuito alla promozione della squadra in 1. divisjon. Il 3 aprile 2011 è tornato così a calcare i campi di questa divisione, subentrando ad Atli Heimisson nel pareggio casalingo per 1-1 contro l'HamKam. Il 10 aprile ha trovato la prima rete, che ha sancito il successo per 0-1 sul campo del Løv-Ham. Al termine di quella stessa stagione, l'Asker è retrocesso.

#### Strømmen
Per il 2012, Sistek è passato allo Strømmen. Ha disputato il primo incontro con questa maglia in data 9 aprile, partita in cui ha trovato anche la prima rete: la sua squadra è uscita però sconfitta per 3-1 dal campo del Bryne. Lo Strømmen ha chiuso l'annata all'11º posto finale, con Sistek che ha totalizzato 28 presenze e 7 reti, tra campionato e coppa.

#### Il ritorno all'Asker
Il 20 febbraio 2013 ha fatto ritorno all'Asker. È tornato a vestire questa maglia il 13 aprile quando ha giocato – e segnato – nella sfida contro l'Østsiden, terminata con un successo della sua squadra col punteggio di 3-0. Ha disputato 22 partite e messo a referto 15 reti nel corso di quella stagione, tra campionato e coppa nazionale.

#### Lyn
Il 31 marzo 2014 ha firmato ufficialmente per il Lyn. Ha debuttato il 21 aprile, nella sconfitta casalinga per 1-2 contro il Fyllingsdalen.  Il 24 aprile ha segnato le prime reti, con una doppietta messa a segno contro lo Skeid nel primo turno del Norgesmesterskapet, attraverso cui ha contribuito al successo per 4-0 sul Lyn. Il 18 maggio ha trovato le prime reti in campionato, nel successo esterno per 2-3 in casa del Grorud. Ha totalizzato complessivamente 29 presenze e 18 reti nel corso di quella stagione, tra campionato e coppa.

#### Asker e Fu/Vo
Il 27 novembre 2014, venne comunicato ufficialmente che il giocatore sarebbe tornato all'Asker, a partire dal 1º gennaio 2015. Nel corso del 2016 si è trasferito al Fu/Vo, in 3. divisjon.

### Nazionale
Sistek ha giocato 4 partite per la Norvegia under 21. Ha debuttato il 30 marzo 2004, schierato titolare nella sconfitta per 1-0 contro la Serbia e Montenegro. Il 12 ottobre successivo ha giocato la prima partita nelle qualificazioni al campionato europeo di categoria del 2006, in cui è stato impiegato in sostituzione del titolare Eirik Markegård contro la Slovenia, sfida terminata con un pareggio per 0-0.

## Statistiche

### Presenze e reti nei club
Statistiche aggiornate al 26 ottobre 2022.
| Stagione            | Club                | Campionato          | Campionato | Campionato | Coppe nazionali | Coppe nazionali | Coppe nazionali | Coppe continentali | Coppe continentali | Coppe continentali | Supercoppe | Supercoppe | Supercoppe | Totale | Totale |
| Stagione            | Club                | Comp                | Pres       | Reti       | Comp            | Pres            | Reti            | Comp               | Pres               | Reti               | Comp       | Pres       | Reti       | Pres   | Reti   |
| ------------------- | ------------------- | ------------------- | ---------- | ---------- | --------------- | --------------- | --------------- | ------------------ | ------------------ | ------------------ | ---------- | ---------- | ---------- | ------ | ------ |
| 2000                | Odd Grenland        | ES                  | 0          | 0          | CN              | ?               | ?               | -                  | -                  | -                  | -          | -          | -          | ?      | ?      |
| 2001                | Odd Grenland        | ES                  | 3          | 0          | CN              | ?               | ?               | CU                 | 0                  | 0                  | -          | -          | -          | 3+     | 0+     |
| 2002                | Odd Grenland        | ES                  | 5          | 0          | CN              | 3               | 0               | -                  | -                  | -                  | -          | -          | -          | 8      | 0      |
| 2003                | Odd Grenland        | ES                  | 4          | 0          | CN              | 0               | 0               | -                  | -                  | -                  | -          | -          | -          | 4      | 0      |
| 2004                | Odd Grenland        | ES                  | 19         | 1          | CN              | 2               | 1               | CU                 | 4                  | 0                  | -          | -          | -          | 25     | 2      |
| Totale Odd Grenland | Totale Odd Grenland | Totale Odd Grenland | 31         | 1          |                 | 5+              | 1+              |                    | 4                  | 0                  |            | -          | -          | 40+    | 2+     |
| 2005                | Tønsberg            | 1D                  | 17         | 4          | CN              | ?               | ?               | -                  | -                  | -                  | -          | -          | -          | 17+    | 4+     |
| 2006                | Tønsberg            | 2D                  | ?          | ?          | CN              | ?               | ?               | -                  | -                  | -                  | -          | -          | -          | ?      | ?      |
| Totale Tønsberg     | Totale Tønsberg     | Totale Tønsberg     | 17+        | 4+         |                 | ?               | ?               |                    | -                  | -                  |            | -          | -          | ?      | ?      |
| 2007                | FK Arendal          | 2D                  | ?          | ?          | CN              | ?               | ?               | -                  | -                  | -                  | -          | -          | -          | ?      | ?      |
| 2008                | Asker               | 2D                  | ?          | ?          | CN              | ?               | ?               | -                  | -                  | -                  | -          | -          | -          | ?      | ?      |
| 2009                | Asker               | 2D                  | ?          | ?          | CN              | ?               | ?               | -                  | -                  | -                  | -          | -          | -          | ?      | ?      |
| 2010                | Asker               | 2D                  | ?          | ?          | CN              | ?               | ?               | -                  | -                  | -                  | -          | -          | -          | ?      | ?      |
| 2011                | Asker               | 1D                  | 25         | 6          | CN              | 2               | 0               | -                  | -                  | -                  | -          | -          | -          | 27     | 6      |
| 2012                | Strømmen            | 1D                  | 27         | 7          | CN              | 1               | 0               | -                  | -                  | -                  | -          | -          | -          | 28     | 7      |
| 2013                | Asker               | 2D                  | 19         | 15         | CN              | 3               | 0               | -                  | -                  | -                  | -          | -          | -          | 22     | 15     |
| 2014                | Lyn                 | 2D                  | 26         | 15         | CN              | 3               | 3               | -                  | -                  | -                  | -          | -          | -          | 29     | 18     |
| 2015                | Asker               | 3D                  | 22         | 30         | CN              | 1               | 1               | -                  | -                  | -                  | -          | -          | -          | 23     | 31     |
| gen.-giu. 2016      | Asker               | 2D                  | 9          | 1          | CN              | 2               | 0               | -                  | -                  | -                  | -          | -          | -          | 11     | 1      |
| Totale Asker        | Totale Asker        | Totale Asker        | 75+        | 52+        |                 | 8+              | 1+              |                    | -                  | -                  |            | -          | -          | 83+    | 53+    |
| set.-dic. 2016      | Fu/Vo               | 3D                  | 6          | 1          | CN              | -               | -               | -                  | -                  | -                  | -          | -          | -          | 6      | 1      |
| 2017                | Fu/Vo               | 3D                  | ?          | ?          | CN              | ?               | ?               | -                  | -                  | -                  | -          | -          | -          | ?      | ?      |
| 2018                | Fu/Vo               | 4D                  | ?          | ?          | CN              | ?               | ?               | -                  | -                  | -                  | -          | -          | -          | ?      | ?      |
| Totale Fu/Vo        | Totale Fu/Vo        | Totale Fu/Vo        | 6          | 1          |                 | 1               | 0               |                    | -                  | -                  |            | -          | -          | 7      | 1      |
| 2019                | Skedsmo             | 4D                  | 21         | 17         | CN              | 1               | 0               | -                  | -                  | -                  | -          | -          | -          | 22     | 7      |
| Totale              | Totale              | Totale              | 203+       | 60+        |                 | 19+             | 5+              |                    | 4                  | 0                  |            | -          | -          | 226+   | 65+    |

## Palmarès

### Club

#### Competizioni nazionali
- Coppa di Norvegia: 1

Odd Grenland: 2000
- 2. divisjon: 1

Asker: 2010 (gruppo 1)
- 3. divisjon: 1

Asker: 2015 (gruppo 2)